# Saissac
Saissac je naselje in občina v južnem francoskem departmaju Aude regije Languedoc-Roussillon. Leta 2012 je naselje imelo 918 prebivalcev.

## Geografija
Kraj leži v pokrajini Languedoc ob rekah Lampy in Rougeanne, 24 km severozahodno od središča departmaja Carcassonna. Zgrajen je na terasi nad sotesko Vernassonne. 

## Uprava
Občina Saissac se nahaja v kantonu Montréal (Aude) s skupaj še drugimi 26 občinami s 16.591 prebivalci.
Kanton Montréal (Aude) je sestavni del okrožja Carcassonne.

## Zgodovina
Ime kraja se prvikrat omenja v 10. stoletju, prvotno galo-romanski Saxiago. Njegova zgodovina je močno povezana z istoimenskim gradom, zgrajenim pravtako v 10. stoletju. Slednji je bil v času križarskih vojn katarsko oporišče in rezidenca vazalne družine Trencavel.